# Celelalte Cuvinte II
Celelalte Cuvinte II este un album realizat de formația Celelalte Cuvinte și apărut în anul 1990 la casa de discuri Electrecord. Acest album, împreună cu Celelalte Cuvinte I și cu jumătatea de disc Formații rock 8, conturează stilul original Celelalte Cuvinte, creat pe parcursul anilor '80 și care, în prezent, constituie repertoriul clasic al formației.

## Prezentare
Cele șapte piese prezente pe acest al doilea disc integral al formației aparțin perioadei de început a acesteia, fiind compuse între anii 1981 și 1984, înainte de realizarea pieselor ce alcătuiesc materialul primului album. Celelalte Cuvinte II a fost înregistrat în septembrie 1989, cu câteva luni înainte de Revoluție, fiind lansat la puțin timp după aceasta, la începutul anului 1990.
Stilul muzical de pe primul album se păstrează în linii mari și pe Celelalte Cuvinte II, disc ce se încadrează în aceeași zonă a muzicii progresive, fiind realizat în mod asemănător. Totuși, un element de noutate îl reprezintă apariția claviaturistului Tiberiu Pop. Acesta concerta cu formația încă din 1986, participând la concertul aniversar de 5 ani susținut la Casa Studenților din Timișoara, însă acest album marchează debutul său pe un material înregistrat al formației. Tiberiu Pop completează compozițiile cu partiturile sale de clape și își face simțită prezența încă de la prima piesă – „Fără cuvinte” – care începe cu un solo de claviaturi. „Fără cuvinte” are rolul de a introduce ascultătorul în atmosfera albumului și găzduiește recitativul lui Florian Pittiș la poezia „Seninătate” de Alexandru Philippide. Aceasta este cea de-a doua colaborare a lui Pittiș cu formația, după ce actorul a fost invitat și pe primul album, la piesa „Fântâna suspinelor”. „Pârâul” și „Călătorii” reprezintă două momente de forță ale albumului, în care elementele muzicii vechi se împletesc cu cele hard rock, pe fondul unor partituri elaborate de bas și tobe. „Când mă uit în ochii tăi” este construită pe alternanța între pasajele ritmate și cele melodice, în stilul caracteristic trupei. Unul dintre momentele de vârf ale discului este „Nu-mi da tot într-o zi”, o compoziție cu structură complexă, care include un solo de baterie. „Comoara”, cu trimiteri spre zona muzicii preclasice, constituie una dintre piesele de rezistență din repertoriul formației. Titlul lucrării este inspirat de romanul din 1931 Comoara regelui Dromichet de Cezar Petrescu. „Comoara” a fost ilustrată de o filmare realizată în 1990, în care membrii trupei apar în costume de epocă. Clipul a fost difuzat de Televiziunea Română în luna martie a aceluiași an, în cadrul emisiunii TeleTop, realizată de Petre Magdin, piesa ajungând până pe prima poziție a clasamentului. Albumul se încheie cu „Rămâi”, un compoziție lirică pe versurile Otiliei Cazimir.
Datorită graficii, discul mai este cunoscut și ca „albumul cu pene”. Materialul muzical a fost înregistrat cu aportul maestrului de sunet Theodor Negrescu, fiind produs de Romeo Vanica. Pe parcursul anului 1990 formația susține un turneu prin țară pentru promovarea albumului, ce include orașele Arad, Lipova, Timișoara, Cluj-Napoca, Reșița, Deva, Sibiu, Târgu Mureș și Drobeta-Turnu Severin.

## Alte ediții și reeditări
Ediția apărută pe disc de vinil a fost însoțită de o ediție în format casetă audio, care include trei piese suplimentare: „Gong”, „Iarna” (publicate în premieră) și „Despre suferințe de iarnă” (reluată de pe Formații rock 8 din 1985). O parte dintre piesele de pe Celelalte Cuvinte II au fost publicate pentru prima dată în format compact disc în 1996, odată cu editarea de către Electrecord a compilației Vinil Collection, unde materialul de pe discul de față este reluat parțial. Celelalte Cuvinte II a fost reeditat integral în format CD în 2006, cu ocazia aniversării a 25 de ani de existență a formației. Discul reeditat include, pe lângă materialul original de pe discul de vinil, piesele „Gong” și „Iarna”.

## Piese
1. Fără cuvinte
2. Pârâul
3. Călătorii
4. Când mă uit în ochii tăi
5. Nu-mi da tot într-o zi
6. Comoara
7. Rămâi
8. Gong (bonus)
9. Iarna (bonus)

Muzică: Călin Pop (1, 2, 4, 6, 7, 8, 9); Marcel Breazu (3, 5)

Versuri: Alexandru Philippide (1); Marcel Breazu (2, 3, 5, 6); Călin Pop (4, 8, 9); Otilia Cazimir (7)

## Personal
- Călin Pop – vocal, chitară, blockflöte
- Radu Manafu – chitară, voce
- Marcel Breazu – bas, voce
- Tiberiu Pop – claviaturi, voce
- Leontin Iovan – baterie, percuție
- Ovidiu Roșu – chitară, voce, sunet
- Florian Pittiș – recitativ la poezia „Seninătate” de Alexandru Philippide (1)

Înregistrări muzicale realizate în studioul Tomis–Electrecord, București, septembrie 1989.

Maestru de sunet: Theodor Negrescu. Postprocesare: Emil Mihai. Redactor muzical: Romeo Vanica. Grafică copertă față: Perja, G+G. Fotografii și grafică copertă spate: Tiberiu Katona.

## Legături externe
- Albumul Celelalte Cuvinte II pe YouTube